# کیه‌ری
کیه ری (به ایتالیایی: Chieri) یک کومونه در ایتالیا است که در استان تورین واقع شده‌است.

## خصوصیات
کیه ری ۵۴٫۳ کیلومترمربع مساحت و ۳۵٬۹۳۱ نفر جمعیت دارد و ۳۰۵ متر بالاتر از سطح دریا واقع شده‌است.

## خواهرخوانده
شهرهای ادرایا، Tolve، اپینال و Nanoro Department خواهرخوانده‌های کیه ری هستند.